# Taurocatapsia

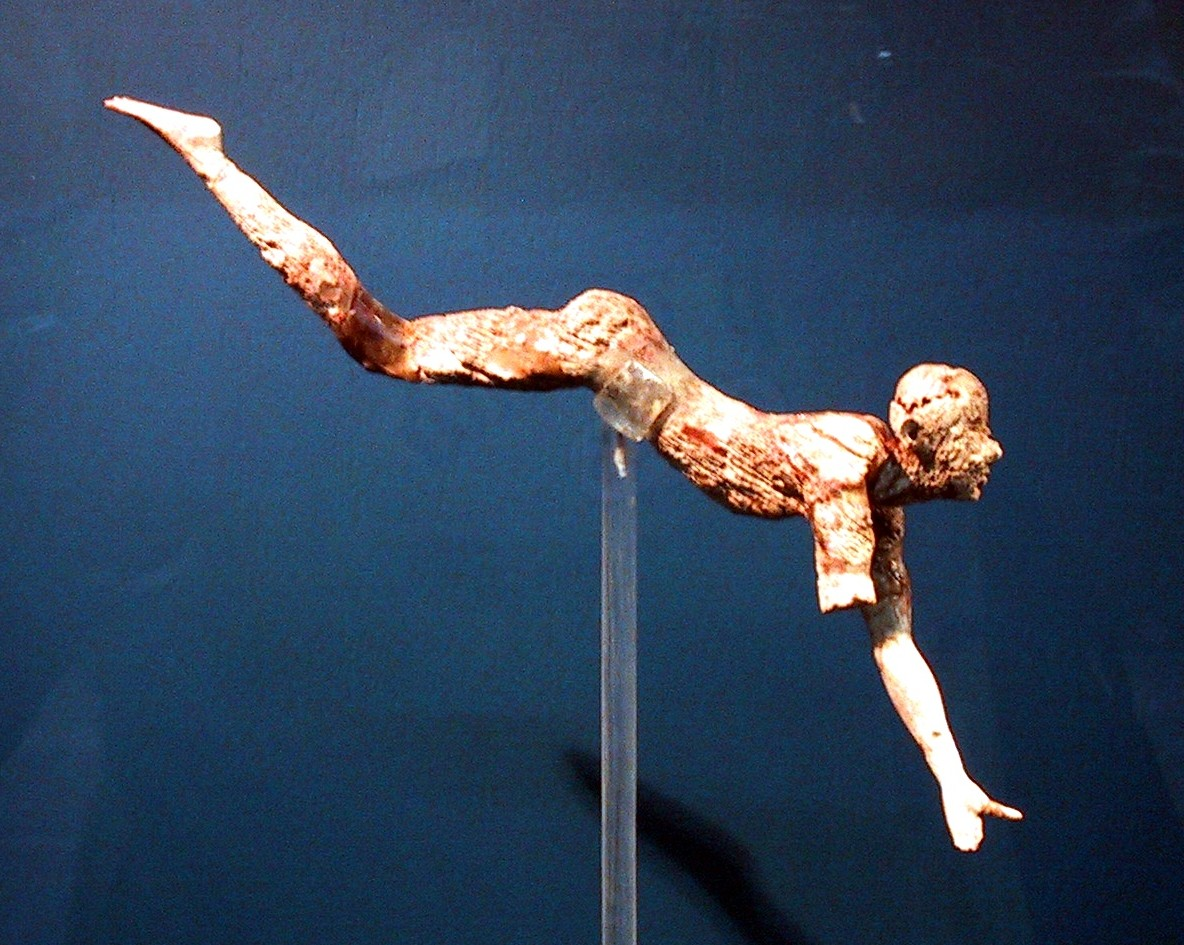
Figurilla de marfil hallada en el palacio de Cnosos que representa un acróbata realizando el salto del toro. Se conserva en el Museo Arqueológico de Heraclión.

La taurocatapsia (del griego antiguo ταυροκαθάψια) era un ejercicio en el que los gimnastas realizaban demostraciones de agilidad, a pie o a caballo con la mediación de un toro salvaje. Aunque el término taurocatapsia se usó originalmente para describir los saltos del toro que se practicaban en Tesalia en la época clásica, el término se ha generalizado para abarcar los de otras épocas y lugares. Así, es un motivo del arte figurativo de la Edad del Bronce Media, y en particular del arte minoico, en donde aparecen escenas de esta actividad en numerosas ocasiones, tanto en la decoración de paredes como en sellos y en algunas figurillas.

## La taurocatapsia de Tesalia

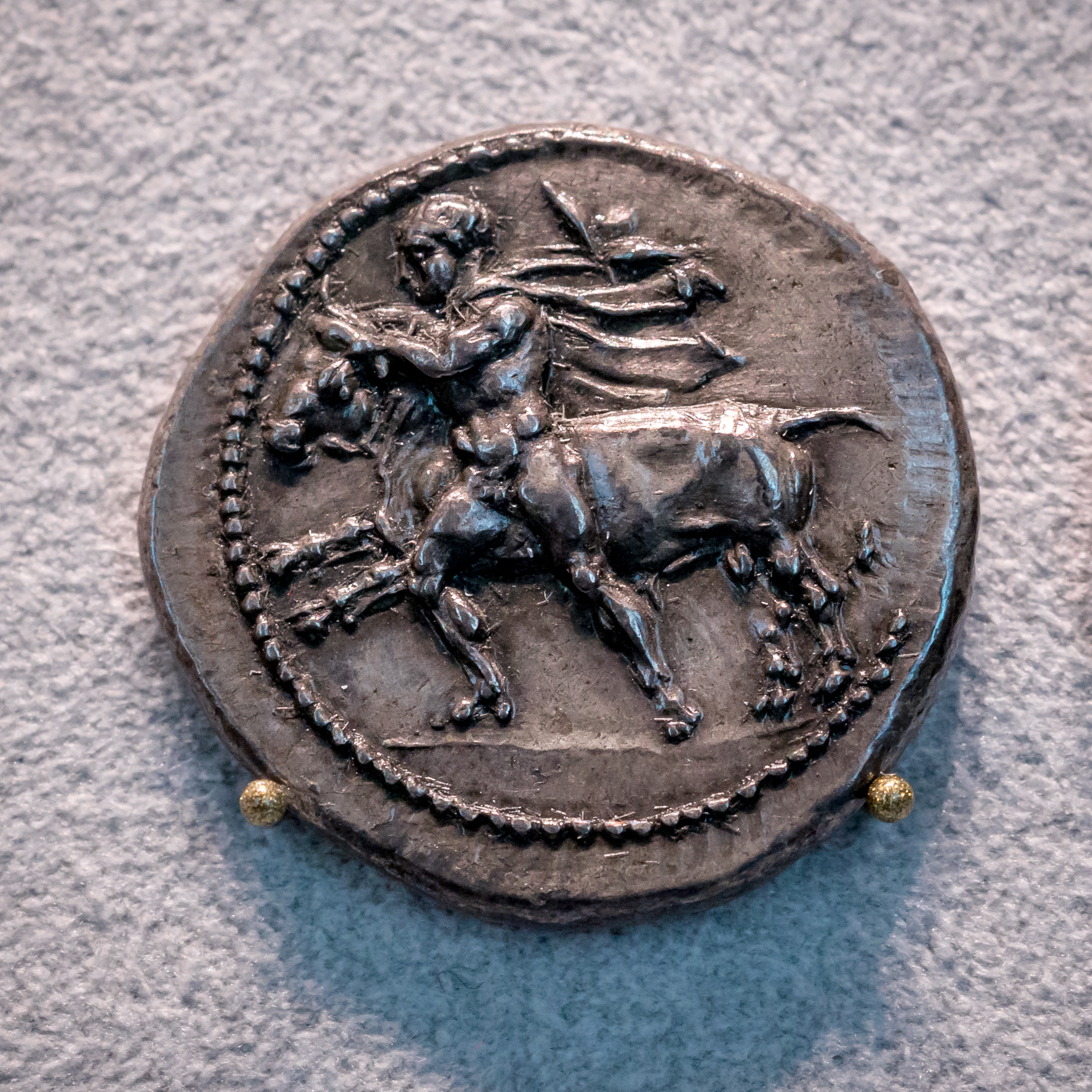
Moneda de Larisa, en Tesalia, donde un joven lucha con un toro (430-400 a. C.)

En Tesalia está atestiguada por testimonios numismáticos la celebración de la taurocatapsia al menos desde el siglo V a. C. En estas celebraciones, los saltadores cabalgaban sobre un caballo y desde allí saltaban sobre el cuello o el lomo del toro, agarraban sus cuernos y trataban de hacerle caer al suelo. Es posible que sobre el lomo del animal el saltador también hiciera acrobacias. Después de cortar la cabeza al toro, esta se otorgaría como ofrenda a una divinidad local.

## Los saltos de toro en la civilización minoica

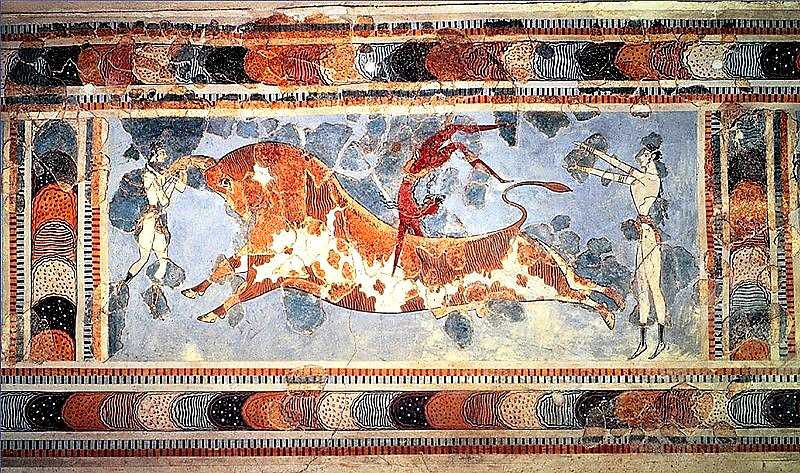
Fresco del salto del toro, en Cnosos.

Los más antiguos ejemplos de la existencia de celebraciones en el mundo minoico donde aparecen escenas de salto del toro se dan en representaciones en vasijas en la llanura de Mesara que se pueden fechar hacia 2200-2000 a. C.
Había saltos de diferentes tipos: el más conocido es el llamado «salto de Evans», que consistía en agarrar al toro por los cuernos e impulsarse realizando una acrobacia. En algunas variantes, el saltador no tocaba los cuernos del toro sino que saltaba sobre el lomo para realizar la acrobacia, o bien realizaba un salto lateral para caer al otro lado.
Algunas características de estos eventos no están claras. Algunos han defendido que el lugar donde se celebraban eran los patios centrales de los palacios pero, en contra de esta opinión, se ha argumentado que no hay pruebas de la existencia de barreras para que los asistentes a estos eventos estuvieran seguros —aunque podrían haberse colocado barreras de madera que, por tanto, no se hubieran conservado— y que las losas del pavimento de estos patios podrían hacer resbalar al toro. Hay dudas sobre la participación de las mujeres en estos espectáculos, dado que hay representaciones donde parecen apreciarse rasgos femeninos en los participantes, pero las ropas se consideran masculinas.

### Función
La función del ejercicio del salto del toro en la sociedad minoica ha tenido diferentes interpretaciones, desde considerarlas puramente festivas hasta atribuirles un fuerte carácter religioso. Se ha sugerido que podría haber sido un ritual de iniciación para adolescentes. Mediante este ejercicio los jóvenes adquirirían simbólicamente fuerza y fertilidad. Se ha propuesto también que podría tratarse de un rito de investidura de reyes, o una ceremonia funeraria que serviría para garantizar la supervivencia tras la muerte.